# Clemens Petersen
Christoffer Mathias Clemens Petersen, född 2 oktober 1834, död 21 maj 1918, var en dansk författare.
Petersen utövade 1857-69 som den nationalliberala tidningen Fædrelandets litteräre medarbetare en verklig diktatur som smakdomare. Han var en ypperlig skribent och en mankfullkomlig kritiker, som sökte övvervinan den danska litteraturens oavbrutna nedgång efter guldålderns blomstring genom att vända den i etisk riktning och knyta den nära till den unga norska diktningen. Särskilt Bjørnstjerne Bjørnson var hans ideal. 1869 blev han utvisad på grund av homosexuella relationer och arbetade därefter under resten av sitt liv som författare i USA.